# Семен Жук
Семен Жук (пол. Semen Żuk; 16 травня 1893, Боложівка — 26 червня 1941, Чайковичі) — український громадсько-кооперативний діяч, публіцист, депутат Сойму 2-го скликання Польської Республіки (1918—1939).
Народний депутат від Кременецького району, заступник голови Української соціалістично-радикальної партії. У 1930—1933 рр. відбував покарання, засуджений за антидержавну діяльність. Після звільнення став директором Українського кооперативного банку в Почаєві.
Восени 1939 р. переїхав на Львівщину, де працював учителем.
Після початку німецько-радянської війни в 1941 році був розстріляний органами НКВС.